# 나환자촌

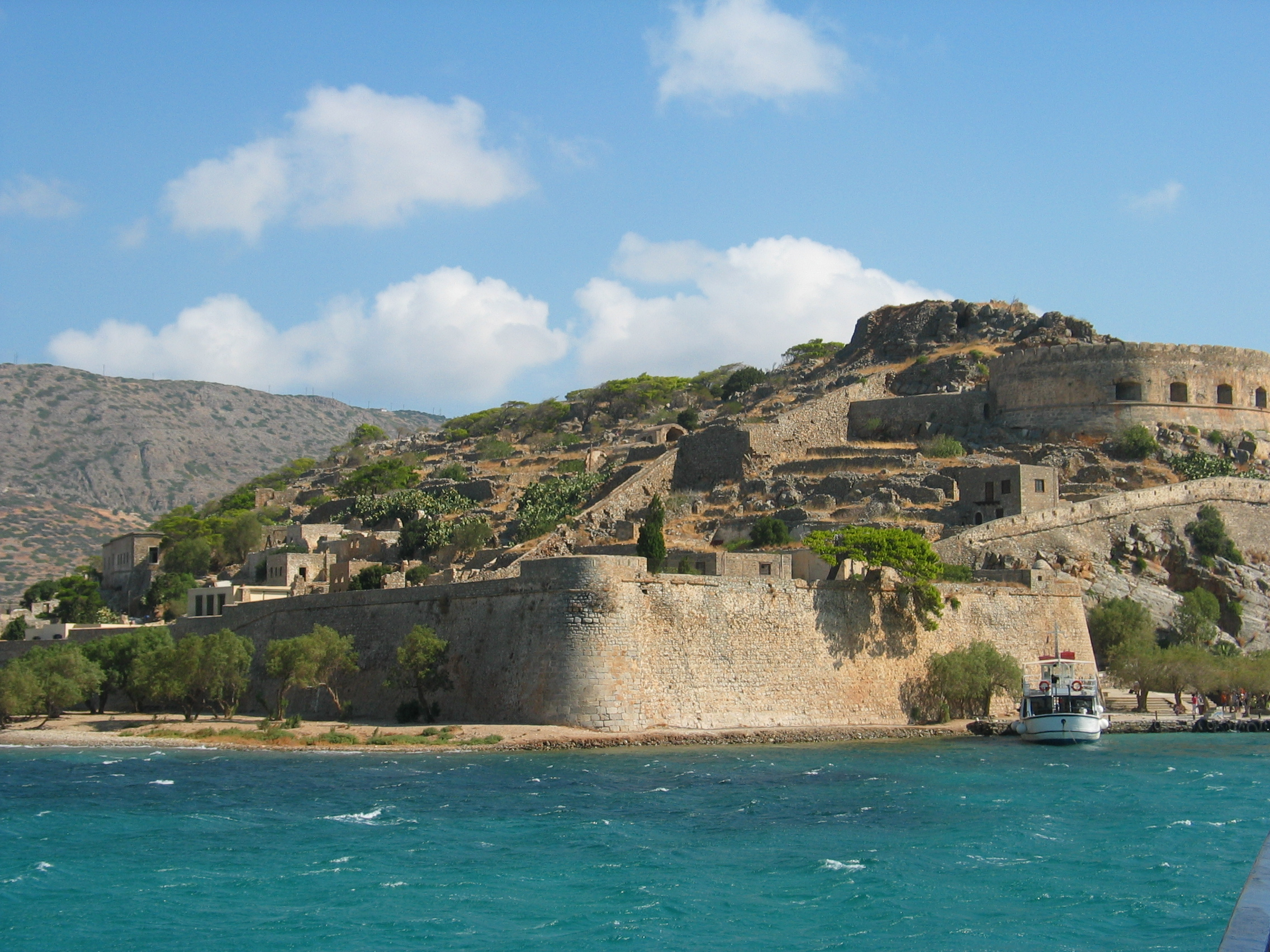
유럽 최후의 나환자촌인 그리스 크레타의 스피날롱가는 1957년 폐쇄되었다.

나환자촌(癩患者村, leprosarium)은 나병을 검역할 목적으로 나병 환자들을 격리해 살아가게 하는 장소이다.

## 같이 보기
- 사회적 거리두기